# 蓬佩雅克
蓬佩雅克（法語：Pompéjac，法語發音：[pɔ̃peʒak]）是法国吉伦特省的一个市镇，属于朗贡区。

## 地理
蓬佩雅克（44°24'9"N, 0°17'27"W）面积9.74 平方千米，位于法国新阿基坦大区吉倫特省，该省份为法国西南部沿海省份，是法國本土面积最大的省，北起滨海夏朗德省，西临大西洋，南至朗德省，东南接洛特-加龍省，东临多爾多涅省。
与蓬佩雅克接壤的市镇（或旧市镇、城区）包括：利尼昂德巴扎斯、贝尔诺斯-博拉克、吕克莫、马兰博、普雷沙克、于泽斯特。

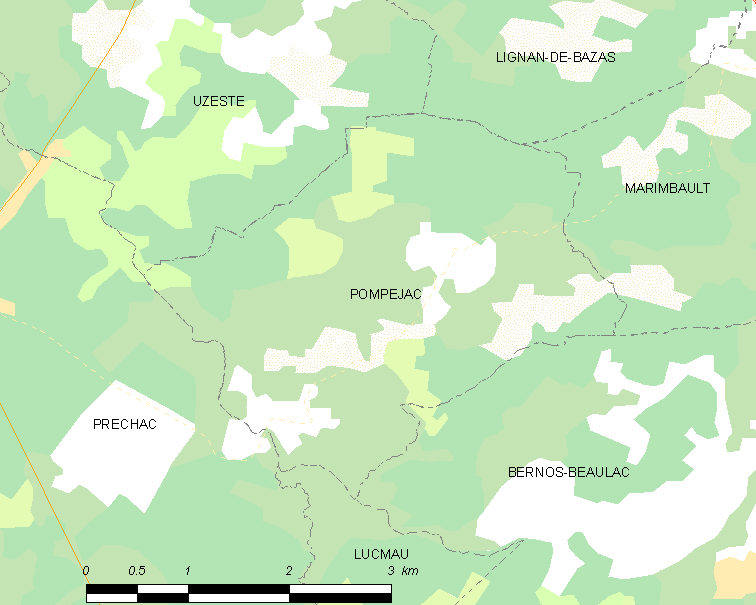
蓬佩雅克的OSM定位图

蓬佩雅克的时区为UTC+01:00、UTC+02:00（夏令时）。

## 行政
蓬佩雅克的邮政编码为33730，INSEE市镇编码为33329。

## 政治
蓬佩雅克所属的省级选区为南吉伦特县。

## 人口

1962-2008年间蓬佩雅克人口变化图示

蓬佩雅克于2022年1月1日时的人口数量为275人。